# Fissoelphidium
Fissoelphidium es un género de foraminífero bentónico de la subfamilia Cuvillierininae, de la familia Rotaliidae, de la superfamilia Rotalioidea, del suborden Rotaliina y del orden Rotaliida. Su especie tipo es Fissoelphidium operculiferum. Su rango cronoestratigráfico abarca el Maastrichtiense (Cretácico superior).

## Clasificación
Fissoelphidium incluye a la siguiente especie:
- Fissoelphidium operculiferum †